# Иван Андабак
Иван Андабак (20. март 1953) хрватски је генерал, заповедник Кажњеничке бојне ХВО-а, а касније генерал Војске Федерације Босне и Херцеговине.
У исељеништву је Андабак тврдио како је био припадник, тј. члан Хрватског револуционарног братства, али су његови припадници одбацили Андабакове тврдње јер им је било забрањено обзнањивање припадности организацији.
Андабак је био један од оснивача КБ-а и близак сарадник Младена Налетилића. Након погоршања Тутиног здравља, у јесен 1992. године, преузима заповедништво над јединицом. Са Тутом и Мариом Хркачем је разрадио план узећа Совића и Дољана као део већега плана чији циљ је био ослобађање Јабланице у априлу 1993. године. КБ је у акцији у Совићима и Дољанима заробила 75-80 припадника Армије РБиХ, који су били подвргнути Андабаковом испитивању, након чега су спроведени у затвор у Љубушком.
Септембра 2001. године Иван Андабак је оптужен да је, заједно са британским држављанином, Полом Декстером Фаровом, организовао кријумчарење 656,6 кг кокаина из Еквадора преко Хрватске до Гамбије. Суђење му је почело фебруара 2001. године, а Андабак се изјаснио да се не осећа кривим. На том (првом) суђењу је ослобођен кривице у новембру 2007. године, међутим, Врховни суд је поништио ту судску одлуку у јануару 2010. Судски поступак против Андабака је поново покренут јануара 2012. године, када се Андабак поново, по други пут, пред судом изјаснио невиним. У новембру 2012. године Андабак и Фароу поново су неправоснажно ослобођени оптужнице.